# Fusarium epistroma
Fusarium epistroma är en svampart som först beskrevs av Franz Xaver von Höhnel, och fick sitt nu gällande namn av C. Booth 1971. Fusarium epistroma ingår i släktet Fusarium och familjen Nectriaceae.   Inga underarter finns listade i Catalogue of Life.